# قطعنامه ۱۵۳۷ شورای امنیت
قطعنامه ۱۵۳۷ شورای امنیت سازمان ملل متحد که در تاریخ ۳۰ مارس ۲۰۰۴ تصویب شد، سندی بین‌المللی دربارهٔ بررسی وضعیت در سیرالئون است. این قطعنامه طی نشست ۴۹۳۸ام با ۱۵ رای موافق، ۰ مخالف و ۰ ممتنع تصویب شد.